# Frankfort Square, Illinois
Frankfort Square là một nơi ấn định cho điều tra dân số thuộc quận Will, tiểu bang Illinois, Hoa Kỳ. Năm 2010, dân số của nơi ấn định cho điều tra dân số này là 9276 người.

## Dân số
Dân số qua các năm:
- Năm 2000: 7766 người.
- Năm 2010: 9276 người.